# The Intruder (film, 2024)
Pour plus de détails, voir Fiche technique et Distribution.
The Intruder (ou Visiteur inconnu en Belgique) est un thriller indépendant américain écrit et réalisé par Jack Brame, sorti en 2024.

## Synopsis
Michael quitte ses parents pour s'installer dans une nouvelle maison et vivre seul pour la première fois. Ne s'habituant pas à ce nouveau départ, il peine à dormir le soir, et commence à croire que quelqu'un se faufile chez lui chaque nuit.

## Fiche technique
Sauf indication contraire, les informations mentionnées dans cette section peuvent être confirmées par la base de données cinématographiques IMDb,  présente dans la section « Liens externes ».
- Titre original : The Intruder
- Titre belge : Visiteur inconnu[1]
- Réalisation, scénario, photographie et production : Jack Brame
- Société de production : Dreamscape Pictures Entertainment
- Distribution : Dreamscape Pictures Entertainment (États-Unis), ND Pictures (Belgique)
- Langue originale : anglais
- Genre : thriller, horreur
- Durée : 101 minutes
- Dates de sortie :
  - États-Unis : 1er novembre 2024
  - Belgique : 5 mars 2025

## Distribution
- David Gow (VF : Luc de Villars) : Michael
- Steve McNair : Joe
- Monica Bell : Jenny
- Cody Robinson : l'intrus
- Nora Hahn : Olivia
- Austin Butler : le vendeur d'armes
- Eric Skiles : le docteur
- Nancy Brame : Nancy